# Tamsola
Tamsola là một chi bướm đêm thuộc họ Erebidae.